# Bitwa pod Cambrai (1917)
Bitwa pod Cambrai – bitwa stoczona w okolicy Cambrai, miasta we wschodniej Francji, w dniach 20 listopada – 6 grudnia 1917 roku. Okolice tego miasta były w trakcie I wojny światowej miejscem licznych walk. Bitwa przeszła do historii za sprawą użycia po raz pierwszy na dużą skalę broni pancernej (patrz: Czołgi I wojny światowej).

## Kontekst
Brytyjskie dowództwo wobec niepowodzenia ofensywy we Flandrii zdecydowało się przeprowadzić jeszcze przed końcem roku skuteczny atak w innym miejscu. Wybrano odcinek zajmowany przez 3 Armię brytyjską generała Juliana Bynga. Do przerwania niemieckich pozycji w okolicach Cambrai (zajmowanych przez 2 Armię gen. Georga von der Marwitza) zamierzano użyć 476 czołgów wspieranych przez dwa korpusy piechoty, artylerię i lotnictwo. W wybitą w niemieckiej linii Hindenburga lukę miały wejść dywizje kawalerii i rozwinąć ofensywę na Cambrai i Valenciennes.

## Przebieg bitwy

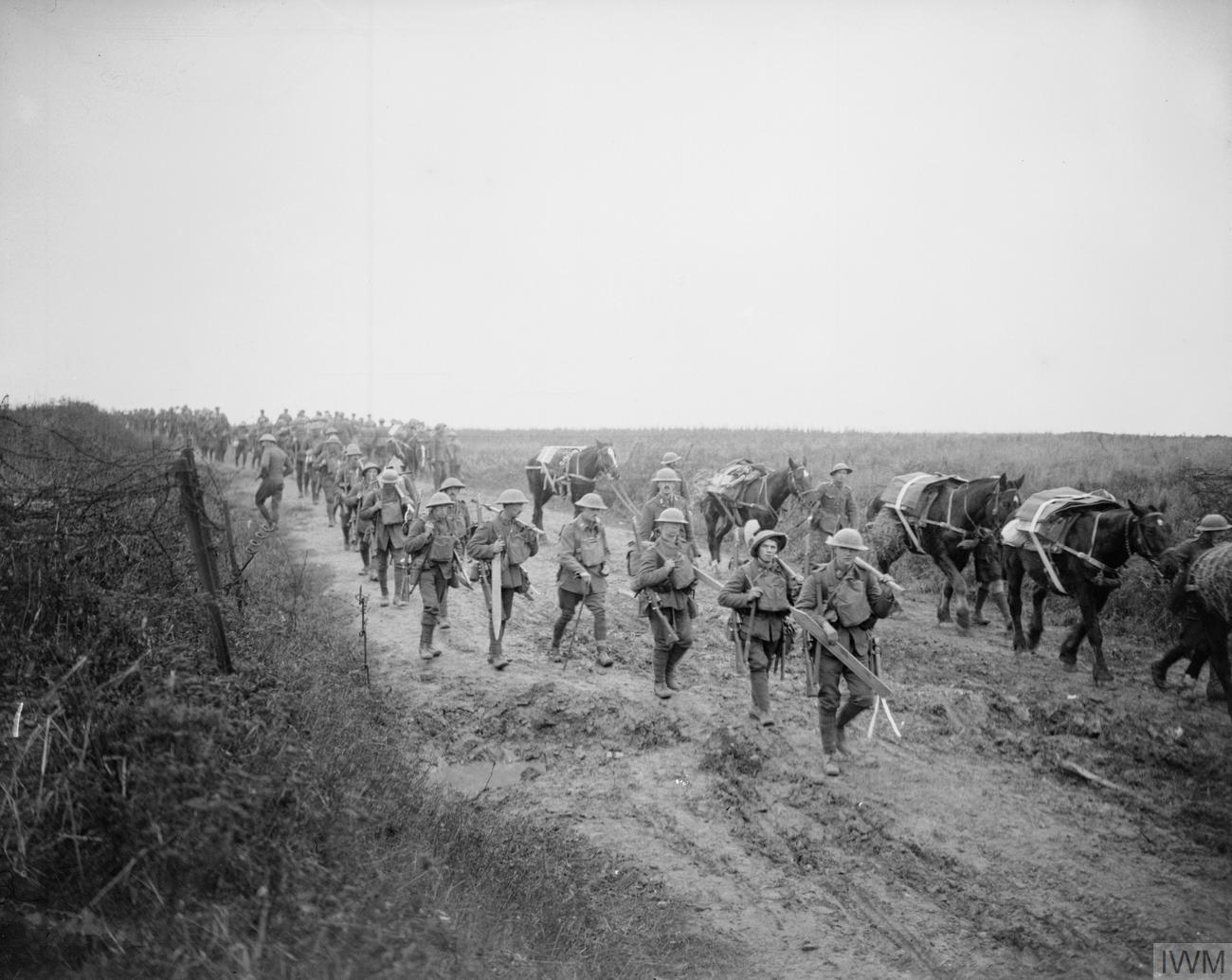
Bitwa pod Cambrai

Natarcie brytyjskie rozpoczęło się rano 20 listopada 1917, krótkim przygotowaniem artyleryjskim. Niemcy zostali zaskoczeni. Pierwszego dnia Brytyjczycy i Kanadyjczycy przełamali obronę niemiecką na całej głębokości i wzięli kilka tysięcy jeńców. Sukces uczczono w Wielkiej Brytanii 23 listopada biciem w dzwony (po raz pierwszy od początku wojny). Tymczasem jednak siła natarcia osłabła, na co się złożyły: ostrożność brytyjskiego dowództwa, uszkodzenia czołgów, zmęczenie piechoty. Wzrastał też opór Niemców, który ostatecznie uniemożliwił Brytyjczykom uzyskanie zamierzonych celów.
Niemcy w tym czasie ściągnęli posiłki i 30 listopada podjęli kontrofensywę, której celem było okrążenie oddziałów brytyjskich walczących pod Cambrai. Skuteczne zastosowanie taktyki infiltracji (oddziały szturmowe) pozwoliło Niemcom wyprzeć przeciwnika ze zdobytych przez niego terenów, ale alianci (wcześniej do walki włączyły się również dywizje francuskie) zdołali się  wycofać (od 4 grudnia).
Straty obu stron były wyrównane: Ententa straciła ogółem 44 207 ludzi, Niemcy 36 839. Bitwa nie przyniosła przełomu w wojnie, dowiodła jednak skuteczności broni pancernej użytej masowo, w sprzyjających warunkach terenowych.

## Galeria

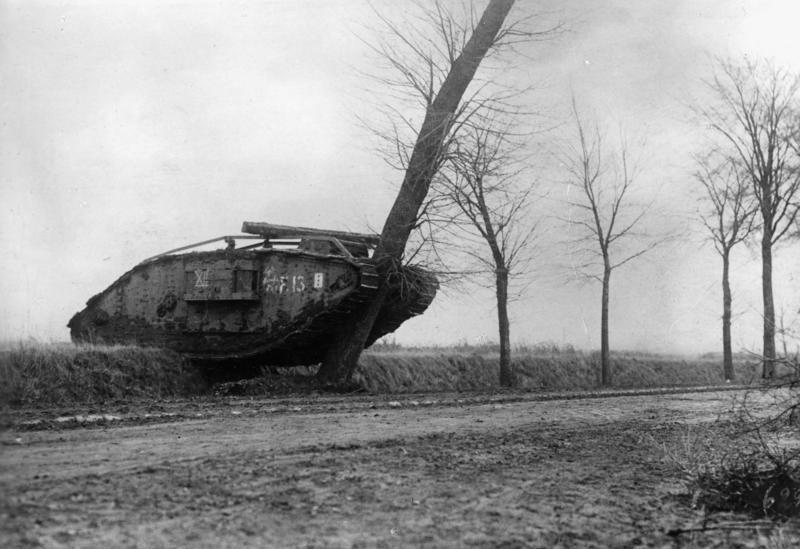
Brytyjski czołg Mark I zdobyty przez Niemców w czasie bitwy. Zdjęcie przedstawia niemieckie testy czołgu
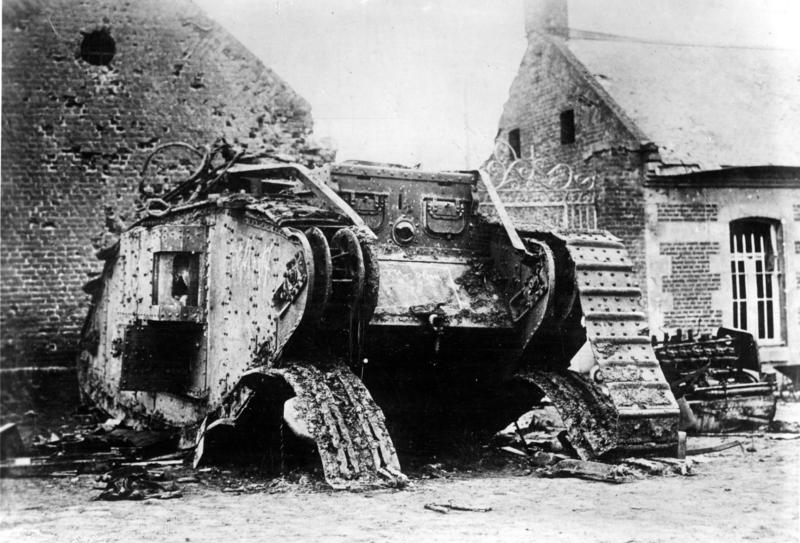
Zniszczony brytyjski czołg Mark I podczas bitwy pod Cambrai, 29 listopada 1917
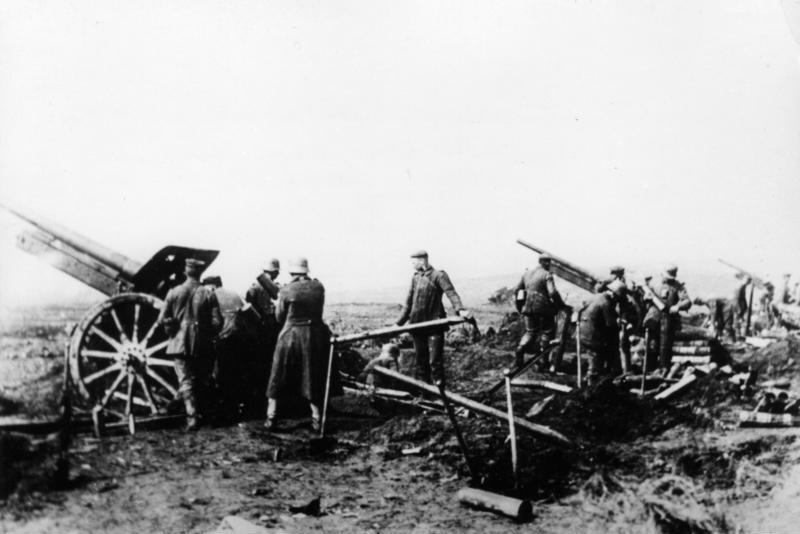
Niemiecka artyleria otwiera ogień do brytyjskich wojsk podczas bitwy pod Cambrai. Widoczne na zdjęciu działa to Kanone 14, listopad 1917